# Segó

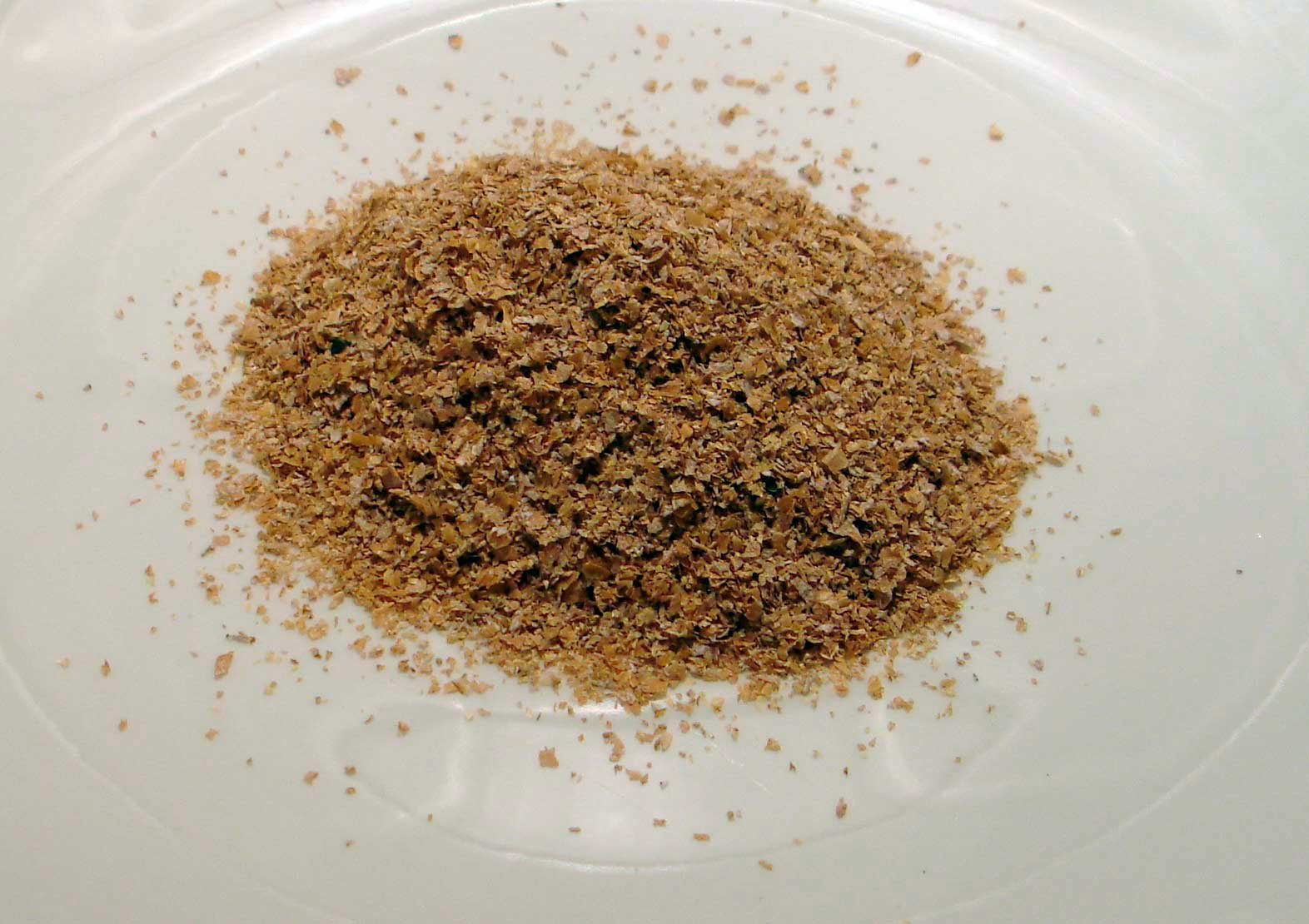
Segó de blat

El segó o bren (antigament breny) és la capa externa del gra dels cereals que se separa del nucli del gra en la molta. Per tant, és un subproducte del refinament del gra o de la fabricació de la farina dels cereals com ara el blat, ordi, sègol, civada, arròs i mill, entre d'altres.
El segó està compost de les dues capes més externes de la llavor, més exactament de la cariopsi, formades per una primera capa exterior o cutícula i la segona o epicarpi.
No s'ha de confondre amb la glumel·la, que constitueix la pellofa, és a dir, les parts similars a la palla que envolten el gra a l'espícula (l'espiga) i que se separaven tradicionalment en la batuda a l'era. Tot sovint, té un aspecte semblant a les serradures de la fusta.
Tradicionalment, junt amb el nucli del gra (és a dir, l'endosperma i el germen o embrió), el segó també forma part dels aliments integrals per a consum humà, com ara el pa negre. S'utilitza sobretot, però, en l'alimentació del bestiar, especialment els bovins, equins i en menor mesura el porcí. En aquest darrer cas, una dieta amb segó serveix per a disminuir el contingut de greix de la carn i per tant, per produir una carn més magra.
Recentment s'utilitza com a additiu en l'alimentació humana principalment pel seu alt contingut en fibra alimentària i perquè dona una sensació de sacietat. S'incorpora en els cereals per esmorzar o en panets com ara les magdalenes integrals o també, en el món anglosaxó, el muffin. A Romania amb segó de blat fermentat es fa una típica sopa agra anomenada borsx o borxtx i que difereix del seu homònim ucraïnès. També convé recordar que el segó ja forma part dels productes integrals a base de grans, com ara el pa integral o l'arròs integral, etc.
Per veure un diagrama d'un tall transversal del gra complet del blat, vegeu "Whole Grain vs. Whole Wheat", un article en anglès a Olive Coco Mag, o, més esquemàticament, aquest diagrama en català de l'estructura d'un gra de cereal, o el diagrama a l'article germen de cereal.

## Composició del segó
El segó serveix a la llavor com a cuirassa protectora contra els fongs, bacteris, virus, insectes, mamífers, etc., i té la següent composició:
- Components nutritius: al voltant del 30% (però s'ha de comptar que té factors antinutritius)
  - Proteïna 12%
  - Glúcids 15%
  - Lípids 4%

- minerals: Fe, Mg, Mn, Se, Zn, ...
- vitamines: B3, B6, B1

- Components no nutritius: Fibra vegetal prop del 55% (sobretot carbohidrats no digeribles pels no remugants): cel·lulosa, hemicel·lulosa, lignina I silicats
- Com a elements antinutritius conté fitina que inhibeix l'absorció de minerals i vitamina B1 i fa indigeribles algunes proteïnes així com un inhibidor de lipasa que fa ineficaç la lipasa pancreàtica. A més, el de sègol conté arabinoxilana i alquilresorcina; el d'ordi glucans, inhibidors dels enzims digestius i el de blat pentosanes i lectina.

Ja que grans quantitats de segó pertorben el creixement, està contraindicat en persones que encara creixen.